# Municipio de North Muddy
El municipio de North Muddy (en inglés: North Muddy Township) es un municipio ubicado en el condado de Jasper en el estado estadounidense de Illinois. En el año 2010 tenía una población de 777 habitantes y una densidad poblacional de 5,88 personas por km².

## Geografía
El municipio de North Muddy se encuentra ubicado en las coordenadas 39°1′13″N 88°18′44″O / 39.02028, -88.31222. Según la Oficina del Censo de los Estados Unidos, el municipio tiene una superficie total de 132.23 km², de la cual 132,22 km² corresponden a tierra firme y (0,01 %) 0,01 km² es agua.

## Demografía
Según el censo de 2010, había 777 personas residiendo en el municipio de North Muddy. La densidad de población era de 5,88 hab./km². De los 777 habitantes, el municipio de North Muddy estaba compuesto por el 99,49 % blancos, el 0,13 % eran asiáticos, el 0,26 % eran de otras razas y el 0,13 % eran de una mezcla de razas. Del total de la población el 0,64 % eran hispanos o latinos de cualquier raza.